# سفارة البحرين لدى إندونيسيا
سفارة البحرين لدى إندونيسيا هي البعثة الدبلوماسية لمملكة البحرين لدى جمهورية إندونيسيا، وتقع بالعاصمة جاكرتا.